# 読書猿
読書猿（どくしょざる、英: readingmonkey）は、日本の読書家・作家である。「インターネットの知の巨人」「独学の達人」「博覧強記の読書家」などと称されている。

## 来歴・人物
大学の哲学科出身。既婚者。地方在住。 
幼少期から読書が苦手で、読書開始から20分以内には集中力が切れていたために、本を1冊読み終えるのに5年ほど掛かっていたことから、「読書家、読書人を名乗る方々に遠く及ばない浅学の身」として読書猿を名乗っている。1997年からメルマガを開始し、2008年からブログ「読書猿 Classic」を開始し、主催している。昼間は組織人として働いているため、通勤電車の中で原稿を書いたり、読書をしたりしていると話している。
トマス・アクィナスの『神学大全』のように、幅広い知識を網羅・注釈・組織した上で初心者が学習するための書物となることを願って、自身の書物に「大全」というタイトルを付けている。『独学大全―絶対に「学ぶこと」をあきらめたくない人のための55の技法』は、「紀伊國屋じんぶん大賞2021 読者と選ぶ人文書ベスト30」では3位に入賞し、「アンダー29.5人文書大賞」では新刊部門の1位を受賞している。2020年10月には、東洋経済オンラインがAmazonと共同で行っている｢ビジネス･経済書｣200冊ランキングで2週連続1位にランクインし、その後も1位に数回返り咲いている。
『アイデア大全  創造力とブレイクスルーを生み出す42のツール』は、ブログ「わたしが知らないスゴ本は、きっとあなたが読んでいる」で紹介されており、東洋経済オンラインがAmazonと共同で行っている｢ビジネス･経済書｣200冊ランキングでは13位にランクインした。
エッセイ「私をつくった中公新書」では、自分を作ったとする3冊として『数学の世界』『問題解決の心理学 人間の時代への発想』『人はいかに学ぶか 日常的認知の世界』の3冊を挙げている。

## 思想・主張

### 人文知
読書猿は、人文知を重視し、著書やインタビューなどで人文知について繰り返し発言している。
最初の著書である『アイデア大全』の序文では、人文学の任務を「人が忘れたものや忘れたいものを、覚えておき／思い出し、必要なら掘り起こして、今あるものとは別の可能性を示すことである」と定義している。
たとえば「好書好日」のインタビューでは、イタリア・ルネサンス期の人文主義者たちは書記官や行政長官などの実務家であり、古代ローマの政治家で哲学者だったキケロを敬愛していたことを指摘し、人文学は実践知の流れから出てきたものだと主張している。
猫町倶楽部の読書会で著書『独学大全』が取り上げられた際には質問に答え、人文知を「書き言葉を外部足場として活用する知的営為」と定義している。人間は書き言葉の量的拡大に伴い、目次や索引、文献目録などの技術を用いて書き言葉を扱うようになり、注釈や辞典などを通じて書き言葉を理解するようになった。こうした書き言葉を外部足場として活用する技術は、長い時間をかけて再帰的に拡張され、現在では専門分化した諸学問に分有されているという。
また、復刊に関わった『現代文解釈の基礎』をめぐるインタビューでは、文学作品をロジカルに読むことは天賦の才能でもないかぎり教わらないとできないが、人文学ではそういう読み方が基礎の基礎だと述べている。『現代文解釈の基礎』という本は、そうした人文学の超入門書にもなっていると評価している。

### 教養
読書猿は、あるインタビューの中で、教養とは単に幅広い知識を持つことや、美術作品や文学について語ることではないと述べ、教養を「運命として与えられた生まれ育ちから自身を解放するもの」であると独自に定義している。
この定義は、古代ギリシャのイソクラテスに由来するものだと、読書猿はいう。イソクラテスは、従来、生まれ育ちによって決まるとされていた、徳（アレテー）を学習によって獲得できると主張した。読書猿はこれをうけて、遺伝子や生育環境が人間に与える影響は大きいが、教養を通じてこれらの制約から自分を解放することができるとする。つまり教養とは、知識を蓄積するだけでなく、自分の弱点や制約に対抗する知恵や工夫を学ぶことで、私たちを自由にするものだと強調する。

### 独学
読書猿は、『独学大全』という独学についての書物を書く一方、インタビューなどでその意義や特性について発言している。
「好書好日」のインタビューでは、独学を「学習の最後の砦、セーフティネット」のようなものだと指摘している。そして、どれだけ学ぶための機会や資源が限られていても、独学という希望が残されているからだ。彼は「あなたがあきらめないかぎり、知はあなたを見放さない」と述べ、独学の可能性を強調している。
著書『独学大全』の書き出しでは、独学者とは「学ぶ機会も条件も与えられないうちに、自ら学びの中に飛び込む人」のことであると定義している。また『BRUTUS』のインタビューに答え、独学の最大の利点は、何を学ぶか、どんな方法で学ぶかを自分で決められる自由にあると考えている。

### 古典
読書猿は、古典を無批判に読むことには懐疑的だが、適切な手引きとともに学ぶことは有益だと考えている。
ダイヤモンド社のインタビューで、古典とは、単に古い書物のことではなく、歴史を経て多くの注釈書が書かれてきた書物のことを指し、古典を学ぶなら、古典だけでなく、その後の多くの研究も含めて知る必要があると主張している。
その一方で、自身のブログで、古典を勧める大人は無責任だと批判している。その理由は、古典はそのまま一人で読むようにはできておらず、書かれた時代の背景や前提を共有していないと理解が難しいこと、そのため適切な手引きや注釈書なしに古典を勧めるのは無責任だと指摘する。
こうした理由から、独学者にとって古典を読むのは最善でも効率的でもないと考えている。みんな定義も知らずに古典をありがたがったり積読したりしていると批判。これに対して、教科書は体系的にまとめられ、理解しやすいため。古典の代わりに、まずは信頼できる教科書を読むことを勧めている。一方で、一緒に読むことで理解が深まり、かしこい人を見つける助けにもなるため、何人かで古典を輪読することは有益だと述べている。

### 索引
読書猿は索引を、独学や情報検索における強力なツールとして重視しており、著書『独学大全』や他の箇所で、索引の有用性について語っている。また、その活用方法や作成方法についても具体的なアドバイスを提供している。
読書猿は、『BRUTUS』のインタビューで、索引を「独学者の強い味方」として位置づけている。独学において最も時間がかかるのは「読むべき文献と出会うこと」であり、索引や書誌は、その時間を短縮するのに役立つと述べている。
また、自著の索引にも力を入れており、『独学大全』に３０頁に及ぶ通常索引の他に、「独学困りごと索引」という独自の索引が含まれている。これは、独学者が直面しやすい問題ごとに索引を引けるように工夫されたものである。

### 復刊
読書猿は、埋もれた名著の発掘と復刊を自身の「ライフワーク」と位置づけている。
自身のブログの中で取り上げた『社会学文献事典』（弘文堂、1998；新装版、2014）やナボコフ『文学講義』（ティビーエス・ブリタニカ、1993→河出書房新社、2013）、花村太郎『知的トレーニングの技術』（JICC出版局、1982→ちくま学芸文庫、2015）は、その後復刊されている。
また著書『独学大全』の中で『現代文解釈の基礎』を取り上げた際には、ちくま学芸文庫からの復刊を希望するメッセージを込めていたと述べていた、と復刊後のインタビューで答えている。『独学大全』の中で取り上げられた書籍では他に、『証明の読み方・考え方』　、『心は遺伝子の論理で決まるのか』がその後、復刊している。この書物については出版を後押しし、帯に推薦文を寄せている。
読書猿が復刊に関わった書物には次のものがある。
- 遠藤嘉基, 渡辺実『現代文解釈の基礎』（中央図書出版社1963→ちくま学芸文庫2021）[37][38]
- 森毅, 竹内啓『数学の世界』（中公新書1973 →中公文庫2022）[39]
- 遠藤嘉基, 渡辺実『現代文解釈の方法』（中央図書出版社1965→ちくま学芸文庫2022）[38]
- ジャン=ルイ・ド・ランビュール 編, 岩崎力 訳『作家の仕事部屋』（中央公論社1979→中公文庫2023）[40][41][42]
- ダニエル・ソロー『証明の読み方・考え方』（安藤四郎 [ほか]訳；共立出版1985→西村康一, 服部久美子 訳；共立出版2023）[32]
- ヨセフ・アガシ 著, 立花 希一 訳『科学の大発見はなぜ生まれたか : 8歳の子供との対話で綴る科学の営み』ブルーバックス2002[43]→『父が子に語る科学の話』と改題[44][45][46][47]（ブルーバックス2024）
- キース・E・スタノヴィッチ(著)『心は遺伝子の論理で決まるのか：二重過程モデルでみるヒトの合理性』（みすず書房2008）[48]→藤田　美菜子(翻訳)、木島　泰三(翻訳)『THE ROBOT'S REBELLION　ロボットの反逆』（ダイヤモンド社2025）と新訳改題[49][50]。

## 著書

### 単著
- 『アイデア大全  創造力とブレイクスルーを生み出す42のツール』（フォレスト出版、2017年1月22日、ISBN 9784894517455）
- 『問題解決大全 ビジネスや人生のハードルを乗り越える37のツール』（フォレスト出版、2017年11月19日、ISBN 9784894517806）
- 『独学大全 絶対に「学ぶこと」をあきらめたくない人のための55の技法』（ダイヤモンド社、2020年9月、ISBN 9784478108536）
- 『苦手な読書が好きになる！ ゼロからの読書教室』（NHK出版、2025年５月、ISBN 9784140819951）

### 共著
- 『人生を変えるアニメ (14歳の世渡り術)』河出書房新社 編集（河出書房新社、2018年8月、ISBN 9784309617145）[51]
- 『ライティングの哲学――書けない悩みのための執筆論』千葉雅也、山内朋樹、瀬下翔太 共著、（星海社新書、2021年7月、ISBN 9784065243275）[52]
- 『独学の教室』読書猿、吉田武、ウスビ・サコ、澤井康佑、鎌田敬介、志村真幸、青い日記帳、永江朗、佐藤優、柳川範之、石塚真一、岡部恒治、深川峻太郎、角幡唯介 共著（集英社インターナショナル新書、2022年8月、ISBN 9784797681079）[53]
- 『絶版本』古田徹也、 伊藤亜紗、 藤原辰史、 佐藤卓己、 荒井裕樹、 小川 さやか、 隠岐さや香、 原武史、 西田亮介、 稲葉振一郎、 荒木優太、 辻田真佐憲、 畑中 章宏、 工藤 郁子、 榎木 英介、 山本 貴光、 吉川 浩満、 読書猿、 岸本 佐知子、 森田 真生、 ドミニク チェン、 赤坂 憲雄、 斎藤 美奈子、 鷲田 清一 共著（柏書房、2022年9月、ISBN 9784760154807）[54]
- 『40代、50代で必ずやっておきたい「学び直し」超入門』『THE21』編集部編；　読書猿、和田秀樹、山口周、柳川範之、中原淳、酒井美紀、二所ノ関寛（元横綱・稀勢の里）、若宮正子 他 共著（PHP研究所、2023年03月 ISBN 9784569854601）[55]
- 『つながる読書　─１０代に推したいこの一冊』小池陽慈 （編集）、三宅香帆、宮崎智之、安積宇宙、藤本なほ子、小川公代、田中健一、木村哲也、御手洗靖大、小川貴也、渡辺祐真（スケザネ）、木村小夜、仲町六絵、岡本健、向坂くじら、読書猿、草野理恵子（筑摩書房、2024年2月、ISBN  9784480684769）[56]
- 『友だち関係で悩んだときに役立つ本を紹介します。（14歳の世渡り術）』河出書房新社（編）、金原ひとみ、大前粟生、隈研吾、金原瑞人、町屋良平、日比野コレコ、米光一成、篠原かをり、尹雄大、武田綾乃、三宅香帆、宇垣美里、清田隆之、飯間浩明、松村圭一郎、戸谷洋志、読書猿、渡辺祐真、足立幸志（河出書房新社、2024年4月、ISBN  9784309617633）[57]